# Xã Lower Chichester, Quận Delaware, Pennsylvania
Xã Lower Chichester (tiếng Anh: Lower Chichester Township) là một xã thuộc quận Delaware, tiểu bang Pennsylvania, Hoa Kỳ. Năm 2010, dân số của xã này là 3.469 người.